# والو ساتپالو
والو ساتپالو (استونیایی: Vello Saatpalu; ۳۱ مهٔ ۱۹۳۵ – ۵ ژانویهٔ ۲۰۱۳) مهندس، سیاستمدار و نماینده مجلس اهل استونی بود.